# Annona rosei
Annona rosei är en kirimojaväxtart som beskrevs av William Edwin Safford.
Annona rosei ingår i släktet annonor och familjen kirimojaväxter. Inga underarter finns listade i Catalogue of Life.